# Piccolia ochrophora
Piccolia ochrophora är en lavart som först beskrevs av William Nylander och som fick sitt nu gällande namn av Joseph Hafellner. 
Piccolia ochrophora ingår i släktet Piccolia, klassen Lecanoromycetes, divisionen sporsäcksvampar och riket svampar. Arten är reproducerande i Sverige. Inga underarter finns listade i Catalogue of Life.